# Horní Bečva
Horní Bečva je horská obec (nadmořská výška jejího centra je 505 metrů ) v okrese Vsetín ve Zlínském kraji. Obec leží v Chráněné krajinné oblasti Moravskoslezské Beskydy asi 13 km východně od Rožnova pod Radhoštěm. Rozkládá se po obou březích horního toku Rožnovské (Dolní) Bečvy, která odděluje pásmo Vsetínských vrchů od Beskyd.
Horní Bečvou prochází silnice I. třídy č. 35 z Valašského Meziříčí do Žiliny. Nejvyšším vrcholem obce je Vysoká 1024 m n. m. Horskému charakteru odpovídá i značná rozlehlost obce (43 km²). To ji činí po Velkých Karlovicích rozlohou druhou největší v okrese Vsetín ve Zlínském kraji. Žije zde přibližně 2 400 obyvatel.

## Název
Název obce se objevuje ve tvaru Veliká Bečva (1629), dále Ober Betzwa (1675), z Hornych Becžwysk (1712), Ober Becžwa (1718), Ober Betschwa, Hornj Beczwa (1846). Obyvatelé v místním nářečí jsou zváni Hornobečvjané, adjektivum hornobečvjanský, hornobečvanský.

## Historie
Údolí Rožnovské Bečvy začalo být osidlováno od 2. poloviny 16. století. Hlavní roli při osídlovacím procesu hráli rožnovští měšťané a zámožní sedláci z okolních vsí, kteří tu zřizovali ujmiska a paseky, na nichž později vznikaly trvale obydlené pasekářské usedlosti.
Osada byla za obec prohlášena, přibližně v roce 1650 za Baltazara ze Žerotína, ale již dlouho předtím zde žili osadníci a tvořili s okolními osadami Velkou Bečvu. Mezi lety 1680–1690 byla obec Bernardem ze Žerotína rozšířena.
Nejstarší písemná zmínka o Horní Bečvě je z roku 1659 v gruntovní knize Valašského Meziříčí. V urbáři z roku 1676 se již vede jako samostatná obec mající 103 domků se 1385 obyvateli. Živili se kácením a dovážením dřeva, sbíráním hub, borůvek a malin, výrobou šindelů, dřevěného nádobí a chovem ovcí.
Duchovní správa byla zřízena na Horní Bečvě roku 1792. V témže roce byl postaven kostel zasvěcený svatým mučedníkům Janu a Pavlu a zřízena fara v níž bylo zahájeno školní vyučování. Do té doby chodily děti do školy v Hutisku.
Obec náležela v letech 1849–1960 k politickému okresu Valašské Meziříčí, s výjimkou let 1855 až 1868, kdy byla součástí tzv. smíšeného okresu Rožnov pod Radhoštěm. Od roku 1949 Horní Bečva podléhala okresnímu soudu Valašské Meziříčí. Roku 1960 se stala součástí politického a soudního okresu Vsetín.

## Obecní samospráva
V obci Horní Bečva je od roku 2014 starostou Rudolf Bernát. Obec má celkem 15 zastupitelů, přičemž 7 mandátů ve volbách do obecních zastupitelstev na podzim 2018 získala ČSSD. Zbývajících 8 mandátů si rovnoměrně rozdělily strany KDU-ČSL a Nezávislí z Horní Bečvy.
V roce 2018 se voleb do obecního zastupitelstva účastnilo 53,12 % voličů, v roce 2014 byla účast o 2,66 procentního bodu menší a sice 50,46 %.

## Doprava
Vesnici prochází silnice první třídy I/35. 

## Významní rodáci a osobnosti spjaté s obcí
- Marie Bernátková (1857–1969) – lesní dělnice a pokojská. V období 16. června 1968 až 4. května 1969 byla nejstarší ověřenou žijící osobou na světě.[6]
- Vladimíra Klimecká (* 1964) – spisovatelka a laureátka Literární ceny Knižního klubu 2013
- Metoděj Kubáň (1885–1942) – brigádní generál, msgre.

## Kulturní památky
- Farní kostel sv. Jana a Pavla

## Přírodní zajímavosti
- přehradní nádrž Horní Bečva s rozlohou 5 ha
- Přírodní památka Kudlačena – rašelinné louky
- Přírodní památka Kladnatá - Grapy – smrkový les na rašelinném podkladu
- Přírodní památka Pod Juráškou
- pramen Rožnovské Bečvy – pramen řeky ve výšce 959s ms n.s m. na severním svahu hory Vysoká (1024s ms n.s m.), hostící některé vzácné vysokohorské druhy rostlin (dnes již částečně zdevastované necitlivým lesnickým zásahem)
- Beskydská oblast tmavé oblohy

## Rekreační objekty
V katastru je více než 500 soukromých chat a několik desítek rekreačních a hotelových zařízení.
- Hotel Mesit
- Hotel Cherry
- Hotel Endemit
- Hotel Duo
- Rekreační středisko Marta
- Relax Hotel Valaška
- Penzion Silverado
- Chata Unigeo
- Horský hotel Martiňák
- Divadelní chata OAD
- Horská chata Kotlová - se nachází na významné křižovatce turistických tras a stezek na hřebeni Vsetínských vrchů.
- Rekreační středisko Pekárny - Rališka (a dříve též Tonak), která leží nedaleko přehrady v katastrálním území Horní Bečvy, je tradičním místem konzultačních setkání Institutu tvůrčí fotografie Slezské univerzity. Pravidelných konzultací, které se konají 5× ročně, se zúčastňuje zhruba 150 studentů a učitelů této umělecké školy. Srazy se zde konají už od poloviny 80. let 20. století.
- Chata Sachova studánka

## Fotogalerie

Horní Bečva
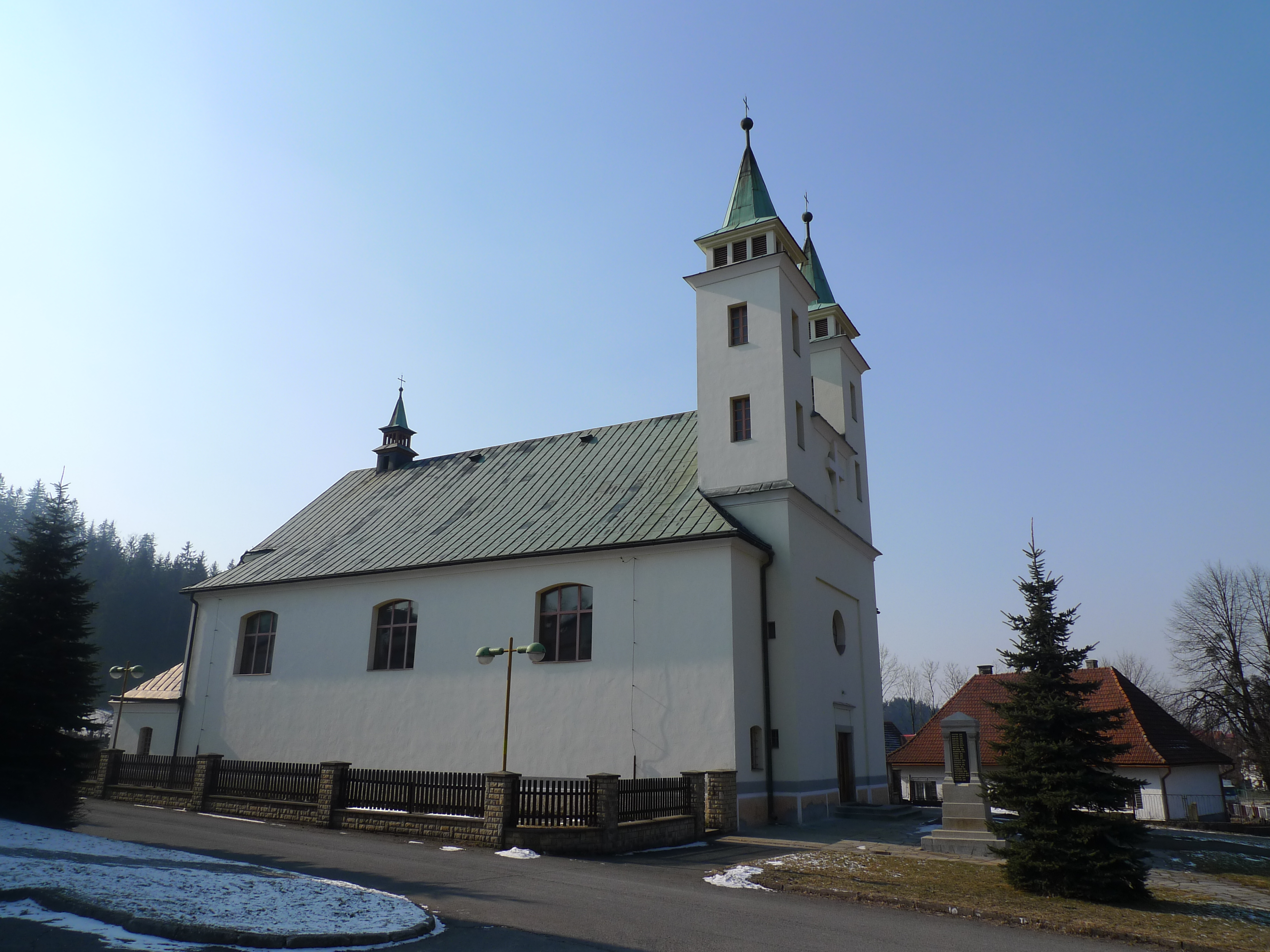
Kostel
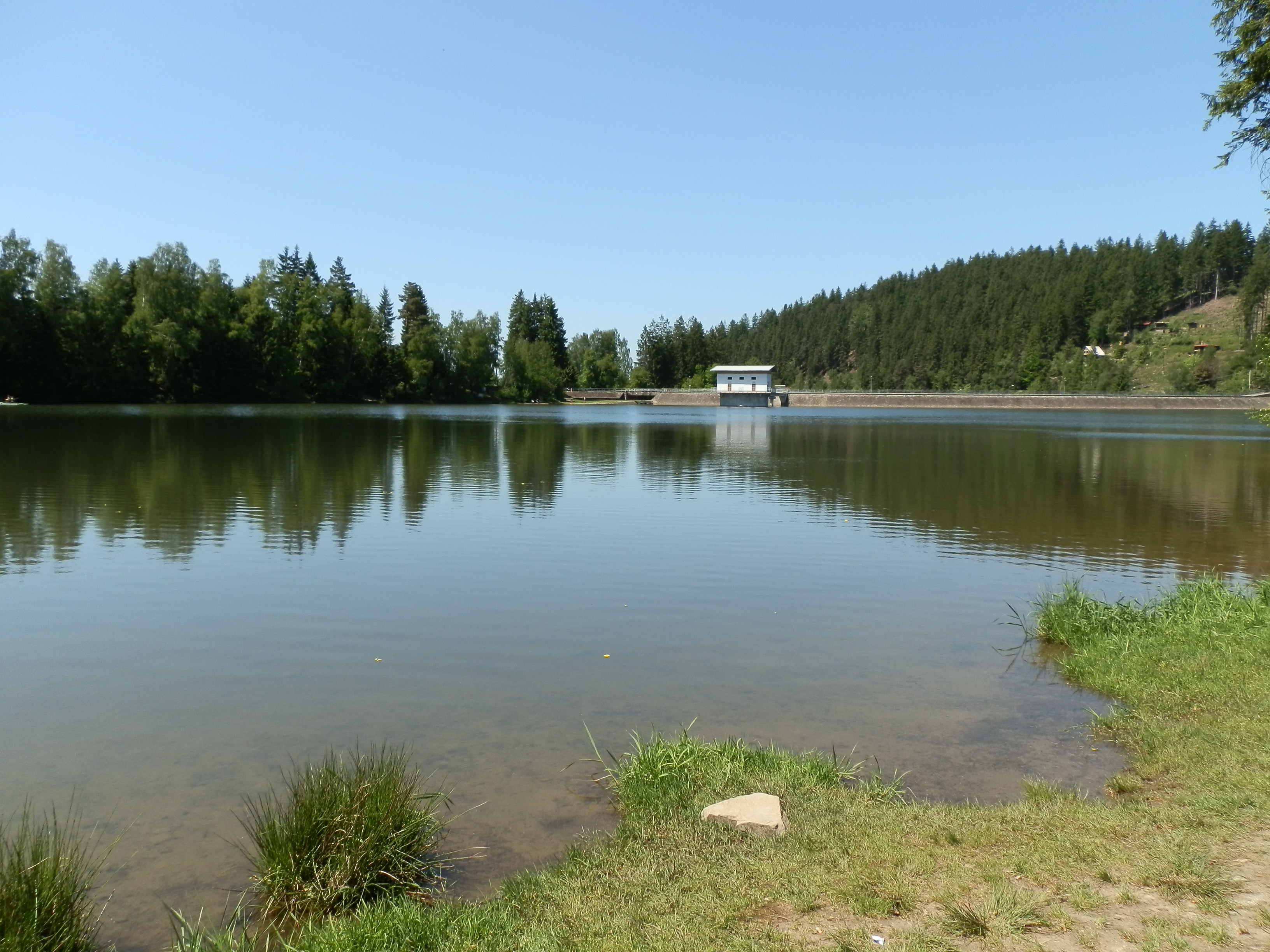
Přehrada
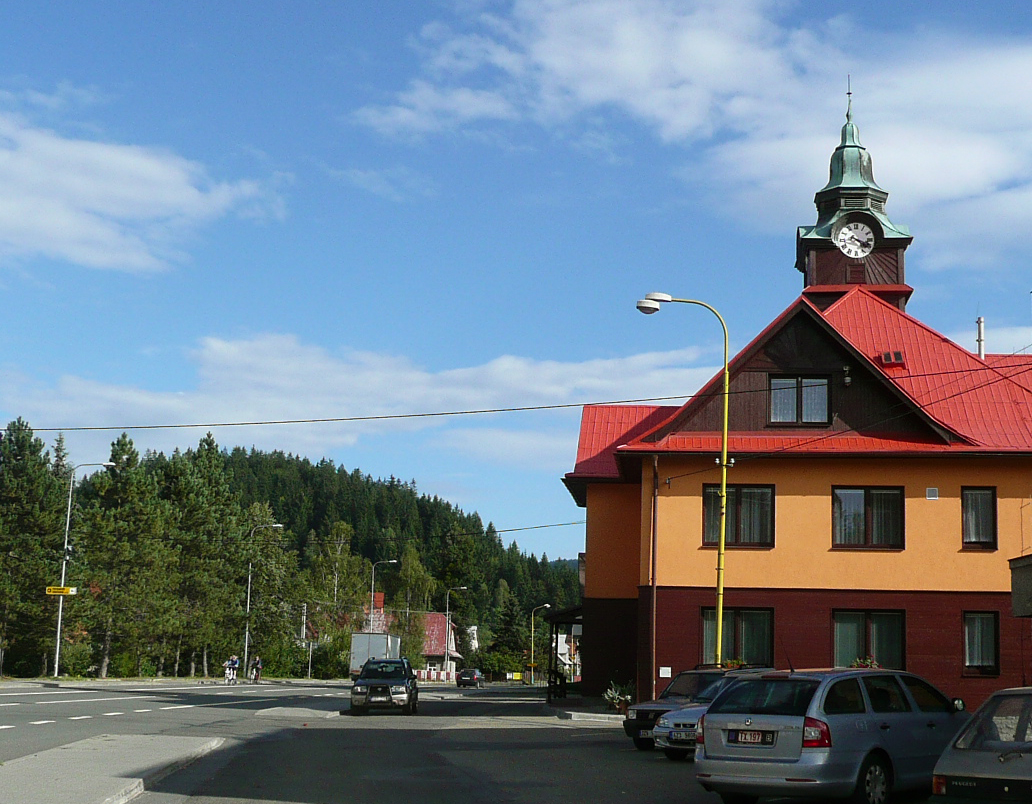
Ulice a Obecní úřad
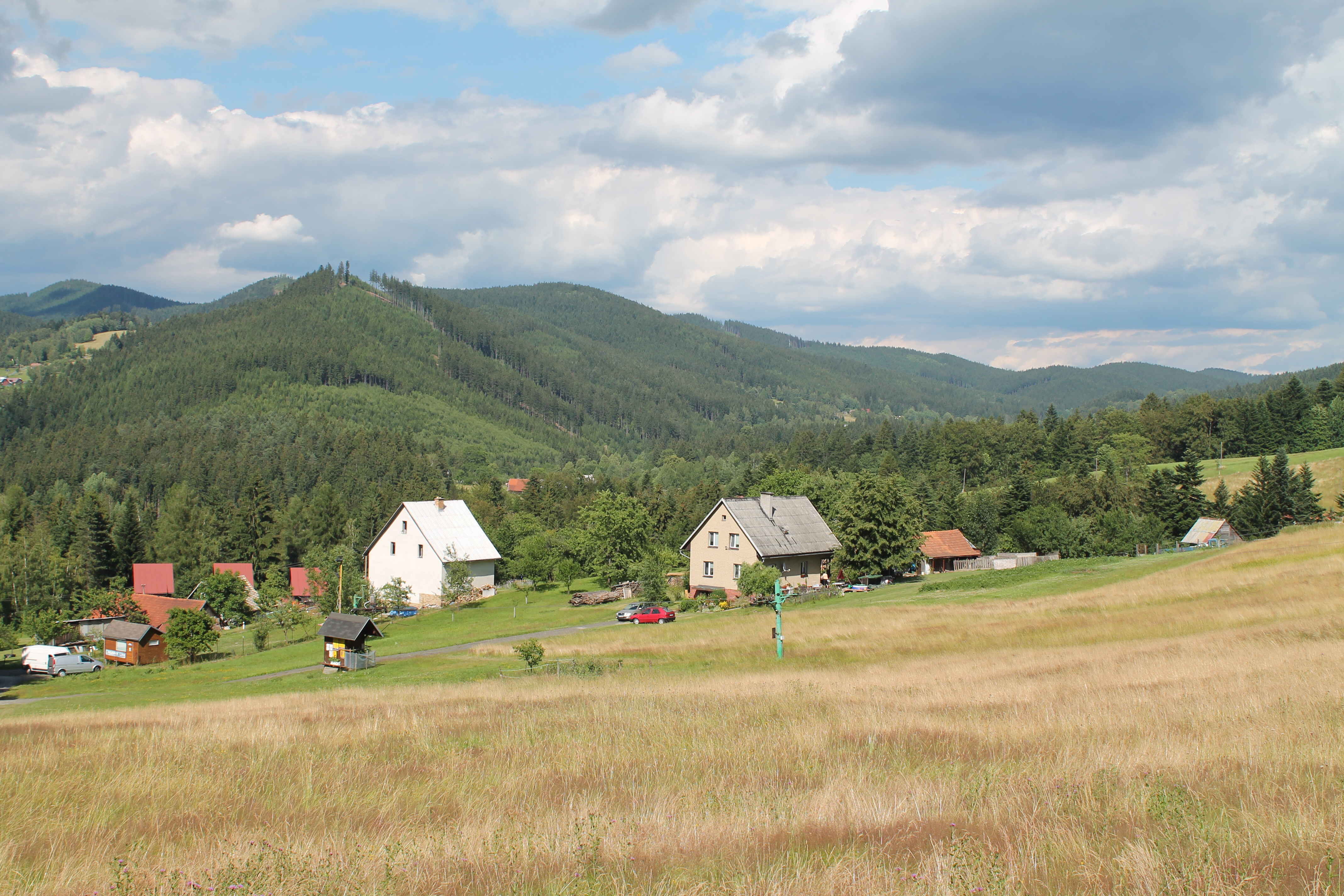
Pohled ze sjezdovky
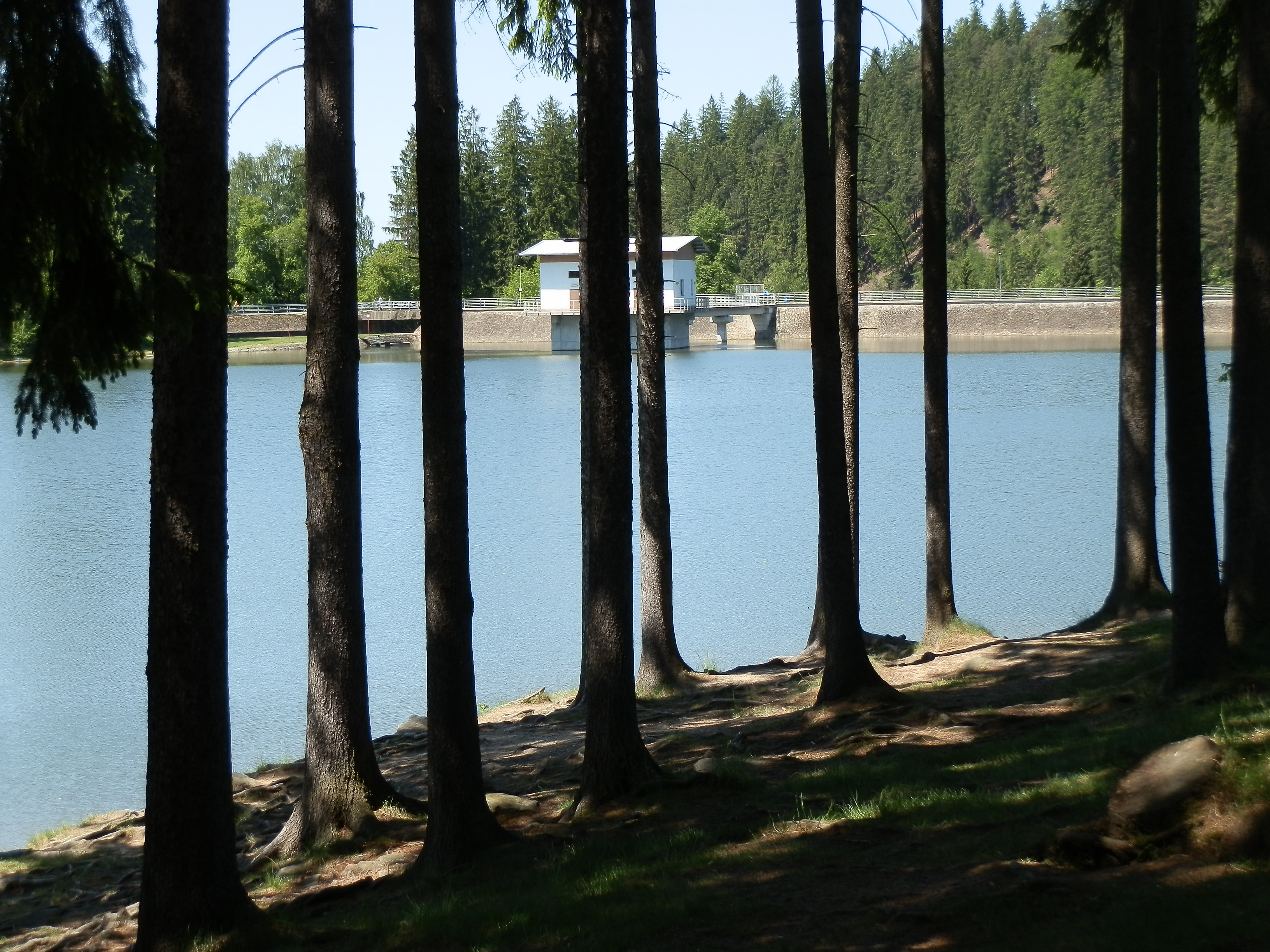
Vodní nádrž
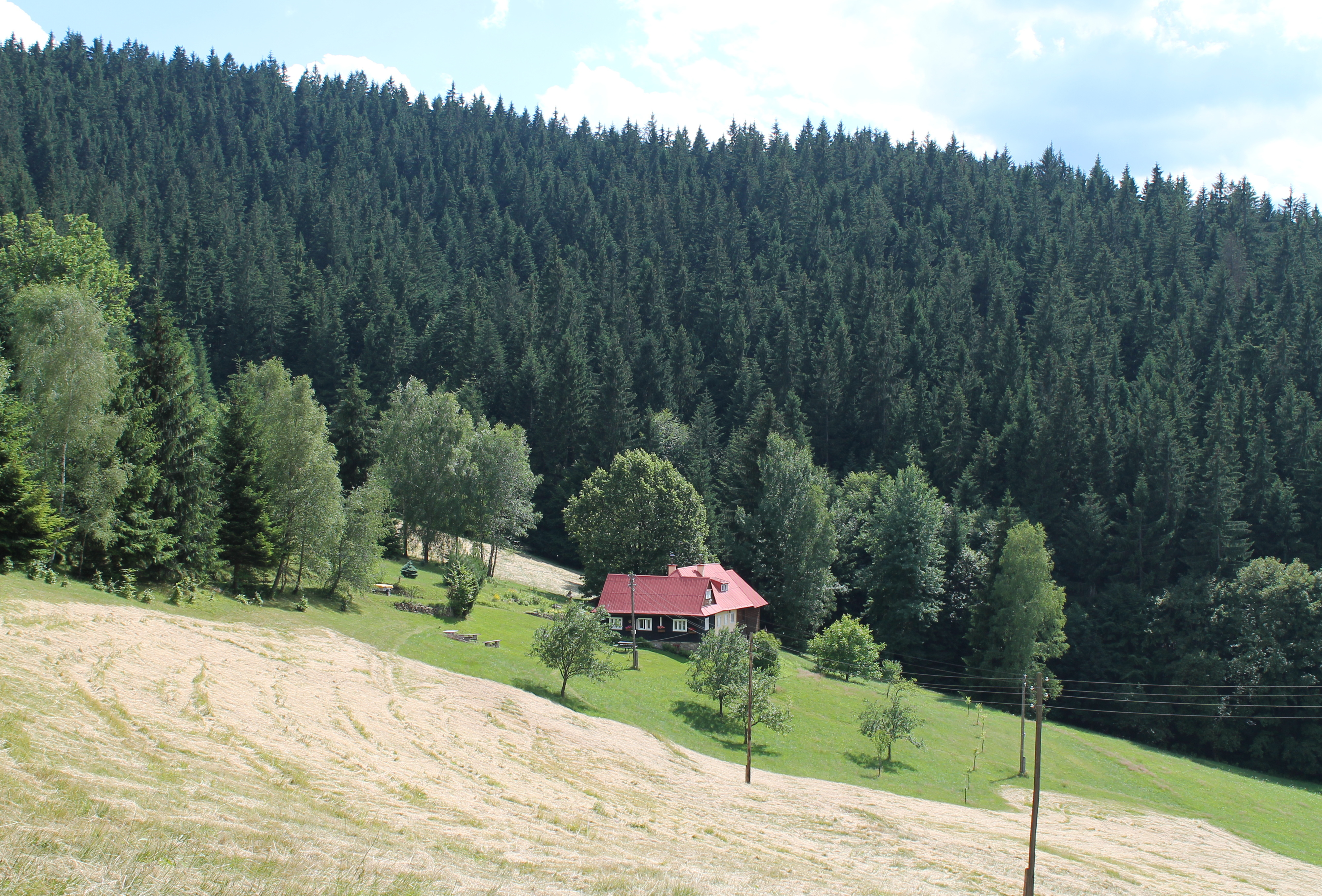
Janinova louka